# Bob Gardiner (lekkoatleta)
Bob Gardiner, wł. Robert Charles Gardiner (ur. 22 marca 1936 w Melbourne) – australijski lekkoatleta, chodziarz, medalista igrzysk Brytyjskiej Wspólnoty Narodów w 1970, dwukrotny olimpijczyk.

## Kariera sportowa
Zajął 5. miejsce w chodzie na 50 kilometrów i nie ukończył chodu na 20 kilometrów na igrzyskach olimpijskich w 1964 w Tokio, a na igrzyskach olimpijskich w 1968 w Meksyku zajął 19. miejsce w chodzie na 50 kilometrów.
Zdobył srebrny medal w chodzie na 20 mil na igrzyskach Brytyjskiej Wspólnoty Narodów w 1970 w Edynburgu, przegrywając tylko ze swym kolegą z reprezentacji Australii Noelem Freemanem, a wyprzedzając Billa Sutherlanda ze Szkocji.
Był mistrzem Australii w chodzie na 2 mile w 1960/1961 i 1964/1965, w chodzie na 3000 metrów w 1966/1967, w chodzie na 20 kilometrów w 1965 oraz w chodzie na 50 kilometrów w 1964, 1966, 1968 i 1971, wicemistrzem w chodzie na 2 mile w 1963/1964, w chodzie na 3000 metrów w 1965/1966 i 1968/1969, w chodzie na 10 000 metrów w 1961 oraz w chodzie na 20 kilometrów w 1967, a także brązowym medalistą w chodzie na 20 kilometrów w 1063 i 1969 oraz w chodzie na 50 kilometrów w 1970.

## Rekordy życiowe
Bob Gardiner miał następujące rekordy życiowe:
- chód na 20 kilometrów – 1:31:14 (1969)
- chód na 50 000 metrów – 4:14:17 (11968)